# Tobias Menzies

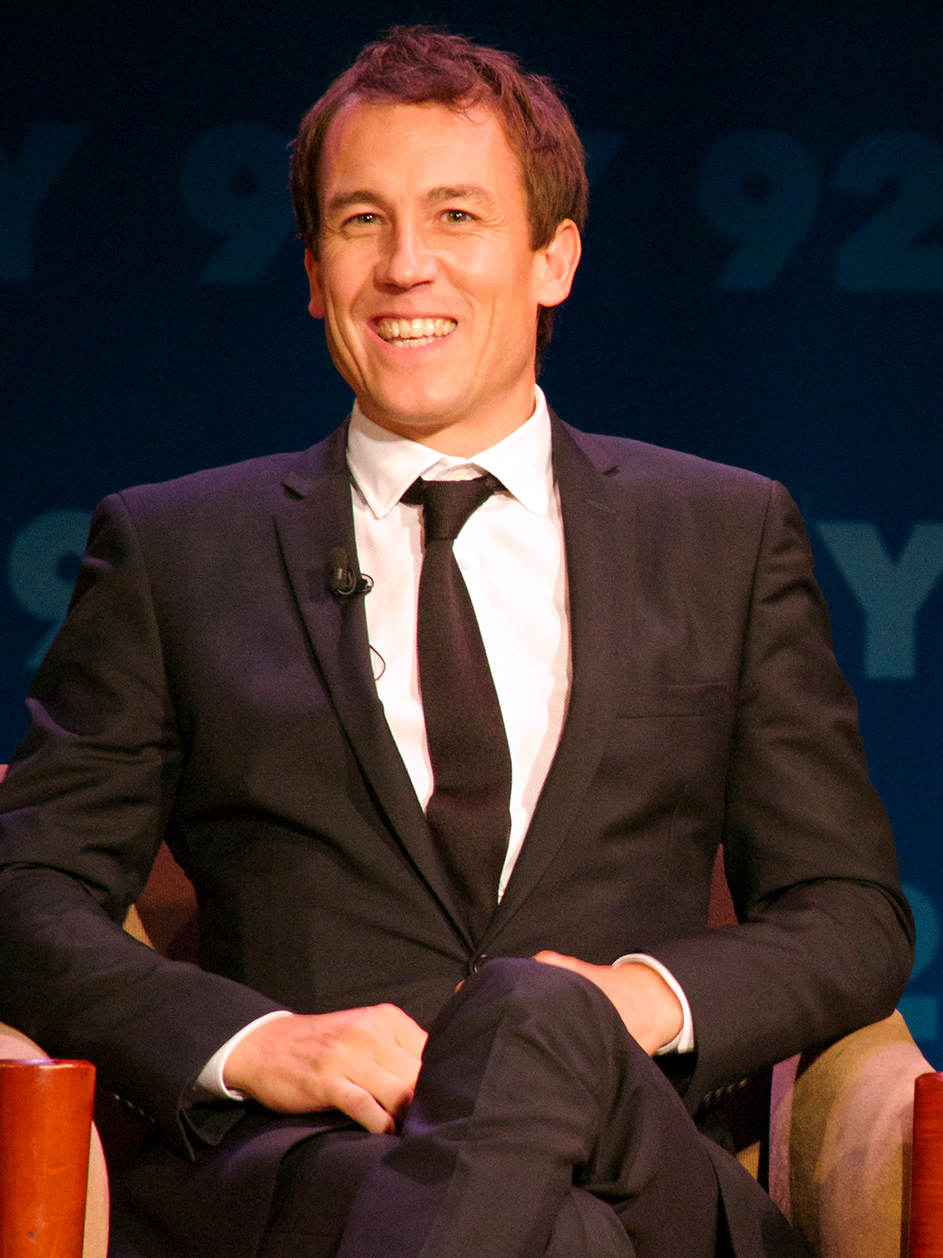
Tobias Menzies (2014)

Tobias Menzies (* 7. März 1974 in London) ist ein britischer Schauspieler.

## Leben und Karriere
Nach Beendigung seiner Schullaufbahn entschloss sich Menzies für eine professionelle Ausbildung im Fach der Schauspielerei. Er besuchte die Royal Academy of Dramatic Art, die er 1998 mit einem Abschluss verließ.
Menzies ist seit dem Jahr 2000 regelmäßig in Filmen präsent. Anfangs wirkte er in Fernsehfilmen mit, wie etwa 2002 in I Saw You, trat bald jedoch auch im Kino auf. Sein bislang bekanntester Film ist Casino Royale, in dem er eine Nebenrolle übernahm. Zeit seiner Laufbahn trat er in diversen Fernsehserien auf, darunter in den HBO-Produktionen Rom (2005 bis 2007, als Brutus) und Game of Thrones (2013, als Edmure Tully). Von 2014 bis 2018 bekleidet er in der Serie Outlander eine Doppelrolle als Frank Randall und Jonathan Randall. Seit 2018 steht er für die Netflix-Serie The Crown als Prinz Philip vor der Kamera. Für diese Rolle erhielt er bei den Golden Globe Awards 2020 im Dezember 2019 eine Nominierung in der Kategorie Bester Serien-Hauptdarsteller – Drama.
Ab Juni 2019 spielt er im Londoner Almeida Theatre die Hauptrolle in einer Theateradaption von Thomas Vinterbergs The Hunt.

## Filmografie (Auswahl)
- 1998–2000: Casualty (Fernsehserie, 11 Folgen)
- 2000: Inspector Barnaby (Midsomer Murders, Fernsehserie, Folge 3x03 Der Mistgabel-Mörder)
- 2000: Longitude (Fernsehfilm)
- 2002: The Escapist
- 2002: I Saw You (Fernsehfilm)
- 2002: Ultimate Force (Fernsehserie, 3 Folgen)
- 2002: Foyle’s War (Fernsehserie, Folge 1x02 The White Feather)
- 2004: Wenn Träume fliegen lernen (Finding Neverland)
- 2005: A Very Social Secretary (Fernsehfilm)
- 2005–2007: Rom (Rome, Fernsehserie, 17 Folgen)
- 2006: James Bond 007: Casino Royale (Casino Royale)
- 2007: Persuasion (Fernsehfilm)
- 2007: Abbitte (Atonement)
- 2007: The Relief of Belsen (Fernsehfilm)
- 2008: Fairy Tales (Miniserie, Folge 1x03 The Empress’s New Clothes)
- 2008: Bonekickers (Miniserie, Folge 1x06)
- 2009: Anton Chekov’s The Duel
- 2009: Spooks – Im Visier des MI5 (Spooks, Fernsehserie, 2 Folgen)
- 2010: Law & Order: UK (Fernsehserie, Folge 4x06)
- 2010: Jackboots on Whitehall
- 2010: Forget Me Not
- 2011: The Shadow Line (Miniserie, 5 Folgen)
- 2011: In guten Händen (Hysteria)
- 2012: Eternal Law (Fernsehserie, 6 Folgen)
- 2012: Nora (Kurzfilm)
- 2012: Getting On (Fernsehserie, 3 Folgen)
- 2012: The Thick of It: Der Intrigantenstadl (The Thick of It, Fernsehserie, Folge 4x06)
- 2013: Black Mirror (Fernsehserie, Folge 2x03)
- 2013: Doctor Who (Fernsehserie, Folge 7x08)
- 2013, 2016, 2019: Game of Thrones (Fernsehserie, 9 Folgen)
- 2014: Silent Witness (Fernsehserie, 2 Folgen)
- 2014: The Honourable Woman (Miniserie, 3 Folgen)
- 2014: Black Sea
- 2014–2018: Outlander (Fernsehserie, 23 Folgen)
- 2015–2019: Catastrophe (Fernsehserie, 5 Folgen)
- 2016: The Night Manager (Miniserie, 4 Folgen)
- 2016: The Circuit (Fernsehfilm)
- 2016: Una und Ray
- 2016: The Velvet Abstract (Kurzfilm)
- 2016: Underworld: Blood Wars
- 2017: Star Wars Rebels (Fernsehserie, 2 Folgen, Stimme des Tiber Saxon)
- 2018: The Terror (Fernsehserie, 9 Folgen)
- 2018: King Lear (Fernsehfilm)
- 2019: Carmilla
- 2019: This Way Up (Fernsehserie, 4 Folgen)
- 2019–2020: The Crown (Fernsehserie)
- 2023: You Hurt My Feelings
- 2024: Nach dem Attentat (Manhunt, Miniserie)
- 2025: F1

## Theaterstücke
| Jahr      | Titel                              | Rolle                     | Theater/Ensemble                                 | Anmerkungen         |
| --------- | ---------------------------------- | ------------------------- | ------------------------------------------------ | ------------------- |
| 1999      | The Colonel Bird                   | Deaf Actor                | Gate Theatre                                     | [ 2 ]               |
| 2000      | The Way of the World               | Witwoud                   | Royal Exchange Theatre                           | [ 3 ]               |
| 2000      | Light                              | Olavus/Priest             | Almeida Theatre/Complicite theatre company       | [ 4 ]               |
| 2001      | Over the Rainbow                   |                           | Donmar Warehouse                                 |                     |
| 2001      | Platonov                           | Sergei Voynitzev          | Almeida Theatre                                  | [ 5 ]               |
| 2002      | Arcadia                            | Valentine Coverly         | Theatre Royal (Northampton)                      |                     |
| 2003      | Three Sisters                      | Tusenbach                 | Playhouse Theatre                                | [ 6 ]               |
| 2003      | Serjeant Musgrave’s Dance          | Hurst                     | Headlong (Oxford Stage Company)                  | [ 7 ]               |
| 2005      | Hamlet                             | Hamlet                    | Theatre Royal (Northampton)                      | [ 8 ]               |
| 2005      | The History Boys                   | Irwin                     | Royal National Theatre                           | [ 9 ]               |
| 2005      | The History Boys                   | Irwin                     | Touring cast                                     | [ 9 ]               |
| 2006      | As You Desire Me                   |                           | Playhouse Theatre                                | [ 10 ]              |
| 2007      | The Cherry Orchard                 | Peter Trofimov            | Crucible Theatre                                 |                     |
| 2007      | Cloud Nine                         | Harry Bagley/Martin       | Almeida Theatre                                  | [ 11 ]              |
| 2007      | Get Tested                         | Daniel                    | Old Vic                                          |                     |
| 2008–2009 | King Lear                          | Edgar                     | Liverpool Playhouse                              | [ 12 ]              |
| 2008–2009 | King Lear                          | Edgar                     | Young Vic Theatre                                | [ 12 ]              |
| 2011      | The Children’s Hour                | Dr Joseph Cardin          | Harold Pinter Theatre (Comedy Theatre)           | [ 13 ]              |
| 2011      | Decade                             | Scott Forbes              | Headlong                                         | [ 14 ]              |
| 2012      | The Recruiting Officer             | Captain Plume             | Donmar Warehouse                                 | [ 15 ] [ 16 ]       |
| 2013      | Rough Cuts: Searched               |                           | Royal Court Theatre                              | [ 17 ]              |
| 2013      | The Hush                           | Man                       | Temporary Theatre fürs Royal National Theatre    | [ 18 ] [ 19 ]       |
| 2015      | The Fever                          | Man                       | Almeida Theatre (Darbietungen im May Fair Hotel) | [ 20 ]              |
| 2015      | The Iliad                          | Narrator                  | Almeida Theatre                                  | [ 21 ]              |
| 2016      | Uncle Vanya                        | Dr. Michael Astrov        | Almeida Theatre                                  | [ 22 ]              |
| 2016      | The Dark Lady and the Tender Churl | Narrator                  | Middle Temple Hall                               | [ 23 ]              |
| 2018      | Figures of Speech (Series 3)       | Chaim Mordechai Rumkowski | Almeida Theatre                                  | digitale Darbietung |
| 2019      | Dear, Elizabeth                    | Robert Lowell             | Gate Theatre (London)                            |                     |
| 2019      | The Hunt                           | Lucas                     | Almeida Theatre                                  | [ 25 ]              |

## Auszeichnungen
Golden Globe
- 2016: Nominierung als Bester Nebendarsteller – Serie, Mini-Serie oder TV-Film für Outlander
- 2020: Nominierung als Bester Serien-Hauptdarsteller – Drama für The Crown

Emmy
- 2021: Bester Nebendarsteller in einer Dramaserie für The Crown

Saturn Award
- 2015: Nominierung als Bester TV-Hauptdarsteller für Outlander

Screen Actors Guild Award
- 2020: Bestes Schauspielensemble in einer Dramaserie (gemeinsam mit Olivia Colman, Helena Bonham Carter, Charles Dance, Marion Bailey, Ben Daniels, Erin Doherty, Josh O’Connor, Charles Edwards, David Rintoul und Jason Watkins) für The Crown
- 2021: Bestes Schauspielensemble in einer Dramaserie (gemeinsam mit Olivia Colman, Helena Bonham Carter, Emma Corrin, Gillian Anderson, Stephen Boxer, Erin Doherty, Charles Edwards, Emerald Fennell und Josh O’Connor) für The Crown

Satellite Award
- 2016: Bestes Schauspielensemble in einer Fernsehserie (gemeinsam mit Caitriona Balfe, Sam Heughan, Simon Callow, Steven Cree, Frances de la Tour, Andrew Gower, Nell Hudson, Gary Lewis, Graham McTavish, Dominique Pinon, Clive Russel, Lotte Verbeek, Stephen Walters, Stanley Weber, Rosie Day, Laura Donnelly, Grant O Rourke, Richard Rankini und Sophie Skelton) für Outlander
- 2020: Nominierung als Bester Darsteller in einer Serie (Drama) für The Crown

British Academy Television Award
- 2021: Nominierung als Bester Nebendarsteller in einer Dramaserie für The Crown